# AGM-122 Sidearm
Motorola AGM-122 Sidearm (zkratka znamená Sidewinder Anti-Radiation Missile) byla americká protiradiolokační řízená střela vzduch-země (air-to-ground missile). Jednalo se o konverzi protiletadlové řízené střely krátkého doletu AIM-9C Sidewinder. Nebyla plánována jako náhrada jiných protiradiolokačních střel AGM-88 HARM (sofistikovanějších a dražších), sloužila k vlastní obraně letadel US Navy a US Army proti radarovým systémům protiletecké obrany. Původně byla zamýšlena americkým námořnictvem pro vybavení stíhacích letounů Vought F-8 Crusader. Ve výzbroji ji poté měly např. vrtulníky Bell AH-1 SuperCobra, AH-64 Apache a letouny AV-8 Harrier a A-4 Skyhawk. Jelikož rozměry střely zůstaly oproti Sidewinderu nezměněny, bylo možné ji nosit na stejném typu závěsníků. Změnila se však naváděcí soustava.
Střela měla dosah 16,5 km, vážila 88 kg a letěla rychlostí až 2,3 Machu.

## Verze
- AGM-122A - verze předělaná z AIM-9C Sidewinder
- ATM-122A - verze určená pro trénink
- CATM-122A - další cvičná verze, tuto nebylo možné odpalovat
- AGM-122B - plánovaná modernizovaná verze, zrušeno
- CATM-122B - plánovaná cvičná (neodpalovaná) verze, zrušeno

## Galerie

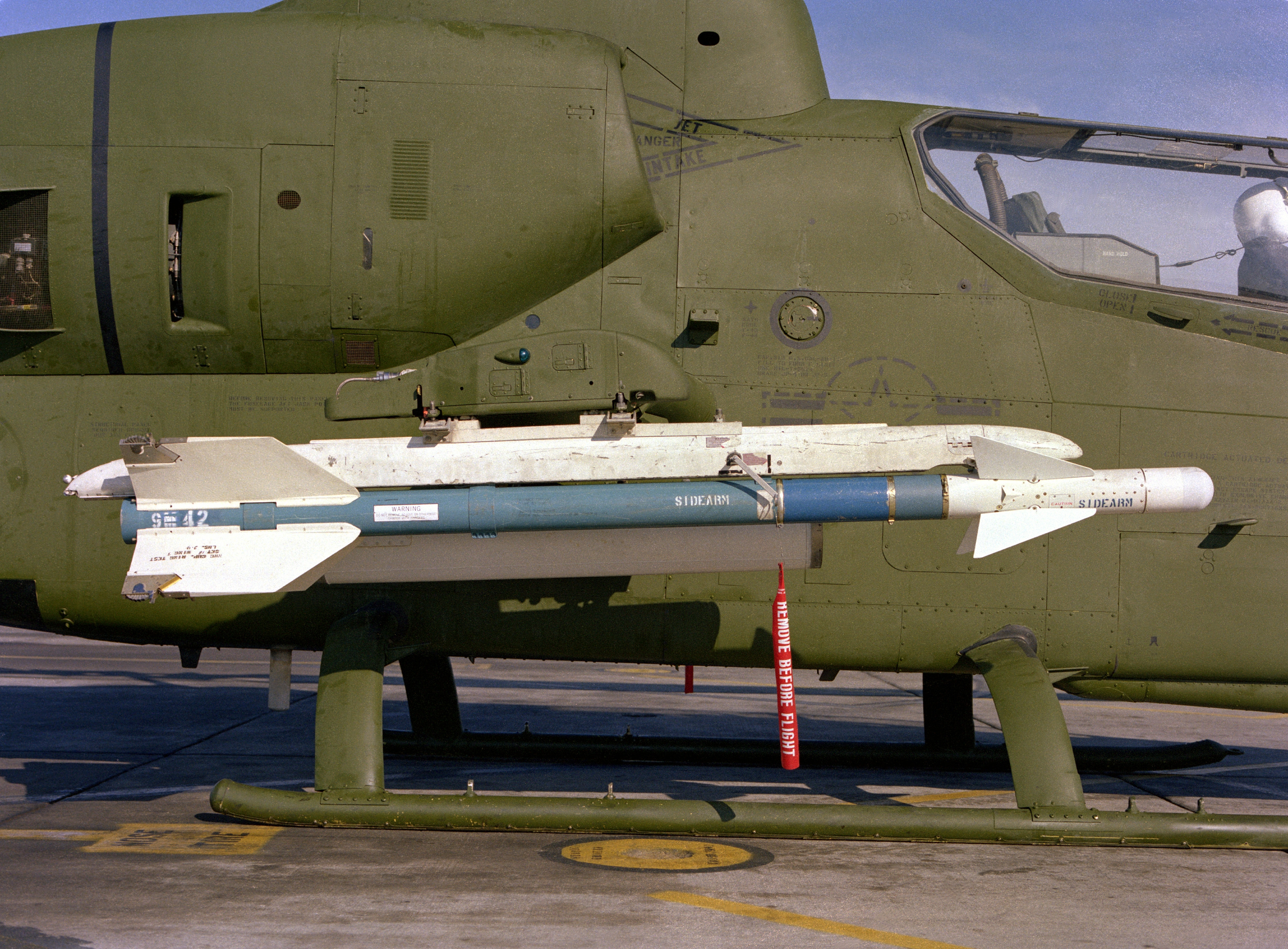
AGM-122 Sidearm na bočním závěsníku helikoptéry Bell AH-1T
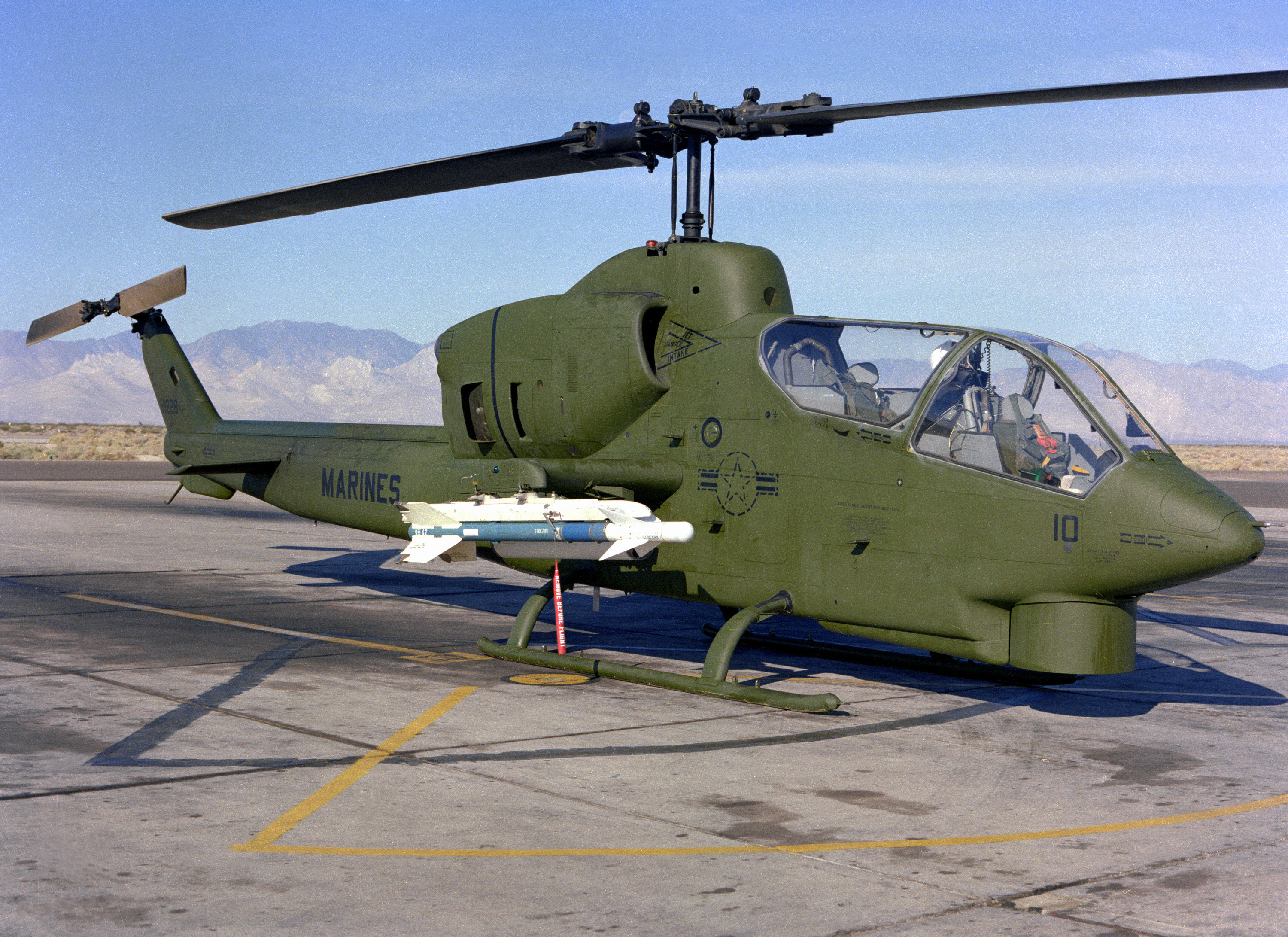
AH-1T se střelou Sidearm
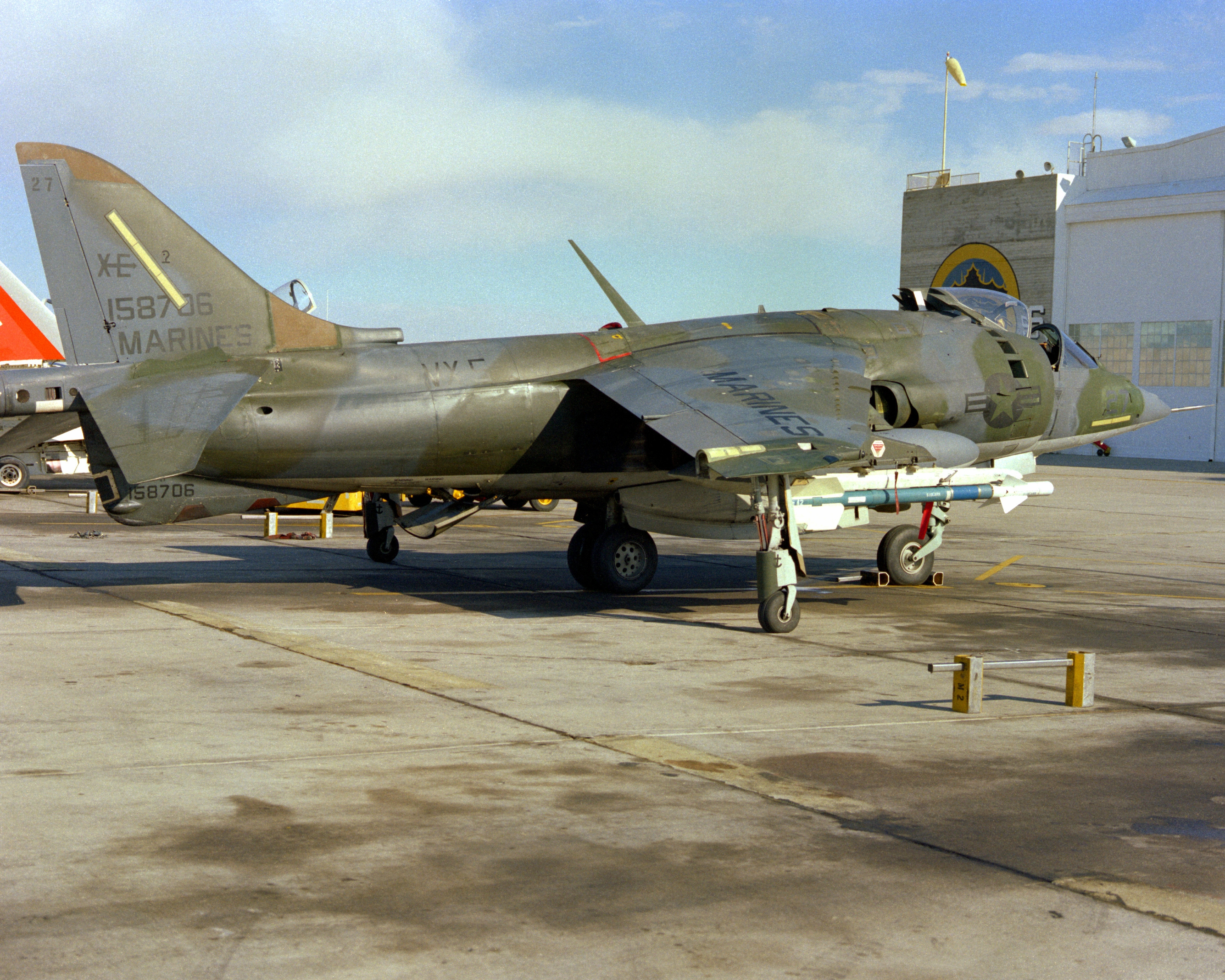
AGM-122 Sidearm ve výzbroji letounu AV-8A Harrier